# Кабинет Джорджа Гренвилла
Кабинет Джорджа Гренвилла — британское правительство премьер-министра Джорджа Гренвилла, которое пришло к власти в апреле 1763 года, после расформирования министерства графа Бьюта. Бьют стал объектом жёсткой критики после того, как заключил мирный договор с Францией, и был вынужден уйти в отставку. Министры кабинета Бьюта почти в полном составе вошли в кабинет Гренвилла. Король Георг III был на стороне Бьюта и по этой причине испытывал сильную неприязнь к Гренвиллу. На посту премьер-министра Гренвиллу пришлось решать вопросы снабжения армии в колониях, для чего он вёл в Америке Закон о сахаре и Закон о гербовом сборе. Гренвилл считал эти законы мягкими и гуманными, но они привели к протестам колонистов и к началу Американской революции.
После ряда личных конфликтов король заставил Гренвилла подать в отставку, и к власти пришёл Первый кабинет маркиза Рокингема, который отменил все законы, введённые Гренвиллом в колониях. В своей речи от 14 января 1766 года Уильям Питт Старший сказал, что министерство Рокингема не вызывает у него особого доверия, но предыдущее (Гренвилла) было во всех отношениях хуже.

## Падение министерства Бьюта
В начале марта 1763 года граф Бьют принял решение подать в отставку. Это случилось после споров о налоге на сидр, хотя и не стало непосредственной причиной. Он давно устал от должности премьер-министра и оставался на посту только из-за уговоров короля. В обществе его не любили все, от простолюдинов до аристократии, считали фаворитом короля и презирали за шотландское происхождение. Бьют предлагал Генри Форсу возглавить правительство, но тот упрямо отказывался. Фокс переложил несколько перестановок в правительстве, которые король не принял. Наконец, Фокс нехотя согласился на назначение Гренвилла премьер-министром. Король назвал новый состав правительства «триумвиратом», поскольку в нём должны были доминировать Гренвилл, лорд Эгремонт и лорд Галифакс. В обществе решили, что граф Бьют покинул правительство чтобы стать «закулисным правителем», давать королю советы, но при этом не нести ответственности за решения. Сам он категорически отрицал такие намерения.

## Министерство Гренвилла
В первые месяцы новое правительство бездействовало, поскольку у «триумвирата» не было власти и доверия короля, а у лорда Бьюта реальная власть была, но он ничего не предпринимал. Король попытался ввести в правительство Уильяма Питта, но тот отказался иметь дело с теми, кто заключал Парижский мир. Королю пришлось обещать Гренвиллу, что он поддержит его правительство, но в эти самые дни (21 августа 1763 года) неожиданно умер граф Эгремонт, госсекретарь Южного департамента. Король предложил Питту занять это место, но тот предложил полностью переформировать правительство, сделав его похожим на бывшее министерство Питта-Ньюкасла. Питт заявил, что правительство далеко от принципов революции 1688 года и в нём слишком много торизма. Это предложение было для короля неприемлемо, и он сказал Гренвиллу, что готов встать на его сторону. Гренвилл уточнил, не будет ли тайного влияния графа Бьюта, и король обещал, что такого не будет. 29 августа король окончательно отклонил предложение Питта и целиком поддержал Гренвилла. На всякий случай Гренвилл зафиксировал все обещания короля на бумаге.
Избавившись от влияния Бьюта, Гренвилл приступил к перестановкам в правительстве. Граф Шелберн (сторонник Бьюта) покинул пост президента Совета по торговле, и его место занял граф Хиллсборо (сторонник Гренвилла). Герцог Бедфорд после ухода Эгремонта и Бьюта был готов вступить в правительство, и занял место лорда-председателя Совета. Его союзник граф Сэндвич перешёл с поста лорда Адмиралтейства на пост госсекретаря Северного департамента, которое освободилось после того как лорд Галифакс возглавил Южный департамент. Теперь правительство стало союзом бедфордитов (сторонников Бедфорда) и формирующейся фракции гренвиллитов, а оппозиция состояла из сторонников Питта и сторонников Ньюкасла, которые считали себя вигами.

### Дело Уилкса
Первой проблемой, с которой столкнулся кабинет Гренвилла, стало дело Джона Уилкса, известное также как «проблема общих ордеров». 23 апреля 1763 года Джон Уилкс, член палаты общин, опубликовал статью с критикой речи короля. 26 апреля король издал «общий ордер» — приказ арестовать всех причастных к делу. 30 апреля Уилкс был арестован. Вскоре его отпустили, поскольку как член парламента он обладал неприкосновенностью. Общие ордера ещё и ранее вызывали подозрения, но теперь по ним было арестовано сразу 50 человек, что вызвало беспокойство в обществе. Парламентская оппозиция стала бить тревогу. Гренвилл объявил, что поступок Уилкса является призывом к мятежу, а на такие случаи не распространяется парламентская неприкосновенность. Соответственно, Уилкс должен быть арестован и отчислен из палаты общин. В ноябре лорд Норт представил эту резолюцию парламенту, Уильям Питт выступил против, но она была принята 258 голосами против 133. 25 ноября эту резолюцию поддержала Палата лордов. Уилкс, однако, успел бежать во Францию.
Обсуждение дела продолжилось в отсутствие Уилкса. Началась долгая серия парламентских битв вокруг вопроса об общих ордерах. 17 февраля оппозиция предложила признать незаконным применение таких ордеров в делах, связанных с призывами к мятежу. Это предложение было принято, и стало тяжёлым ударом по правительству Гренвилла, которое оказалось на грани роспуска. В 1764 и 1765 году на общие ордера ещё раз нападал Лорд главный судья.
В ходе этих споров против правительства голосовали генерал Конвей и Исаак Барре. Оба за это лишились своих офицерских постов в армии.
При содействии Гренвилла король прямо нарушал права парламента: существовало негласное правило, что король не должен знать о дебатах в парламенте, не должен получать отчётов, и не должен знать о том, кто и против чего голосовал. Однако, Гренвилл снабжал короля подробными отчётами о ходе дискуссии по делу Уилкса и общих ордеров. Именно это и привело к репрессиям против Конвея, Барре, и некоторых других депутатов. Однако, парламент никак не отреагировал на нарушение своих прав.

### Налог на сидр
Одновременно с делом Уилкса правительству пришлось иметь дело с другим наследием министерства Бьюта: с протестами против налога на сидр. Летом 1763 года петиции с просьбой отмены налога прислали Корнуолл, Девоншир, Глостершир, Херефордшир, Сомерсет и Вустершир, а так же 17 боро этих графств. Это само по себе было проблемой, но ещё и наложилось на дебаты по делу Уилкса. Гренвилл не мог отменить налог, потому что он был нужен для выплаты процентов по внешнему долгу, и вместо него пришлось бы вводить другие налоги. Кроме того, его отмена могла привести к требованиям отмены других аналогичных налогов. По этой причине Гренвилл предлагал сохранить налог, но слегка изменить его. В ноябре Гренвилл провёл встречу с членами парламента, выступавшими за отмену налога, и сумел добиться компромиссного решения. 24 января 1764 года было постановлено собрать Комитет по вопросу налога на сидр.
К решению о созыве комитета Гренвилл предложил поправку, которая постановляла, что комитет будет рассматривать только изменение налога, но не его полный отзыв. Эта поправка была принята небольшим большинством (167—125). Несмотря на это 10 февраля было выдвинуто предложение отозвать налог, но оно было отклонено. В итоге налог был сохранён с незначительными изменениями. Эмоциональные споры вокруг налога на сидр и общих ордеров на этом утихли, и Гренвилл получил возможность, уже в более спокойной обстановке, перейти к обсуждению отношений с Североамериканскими колониями.

### Прокламация 1763 года

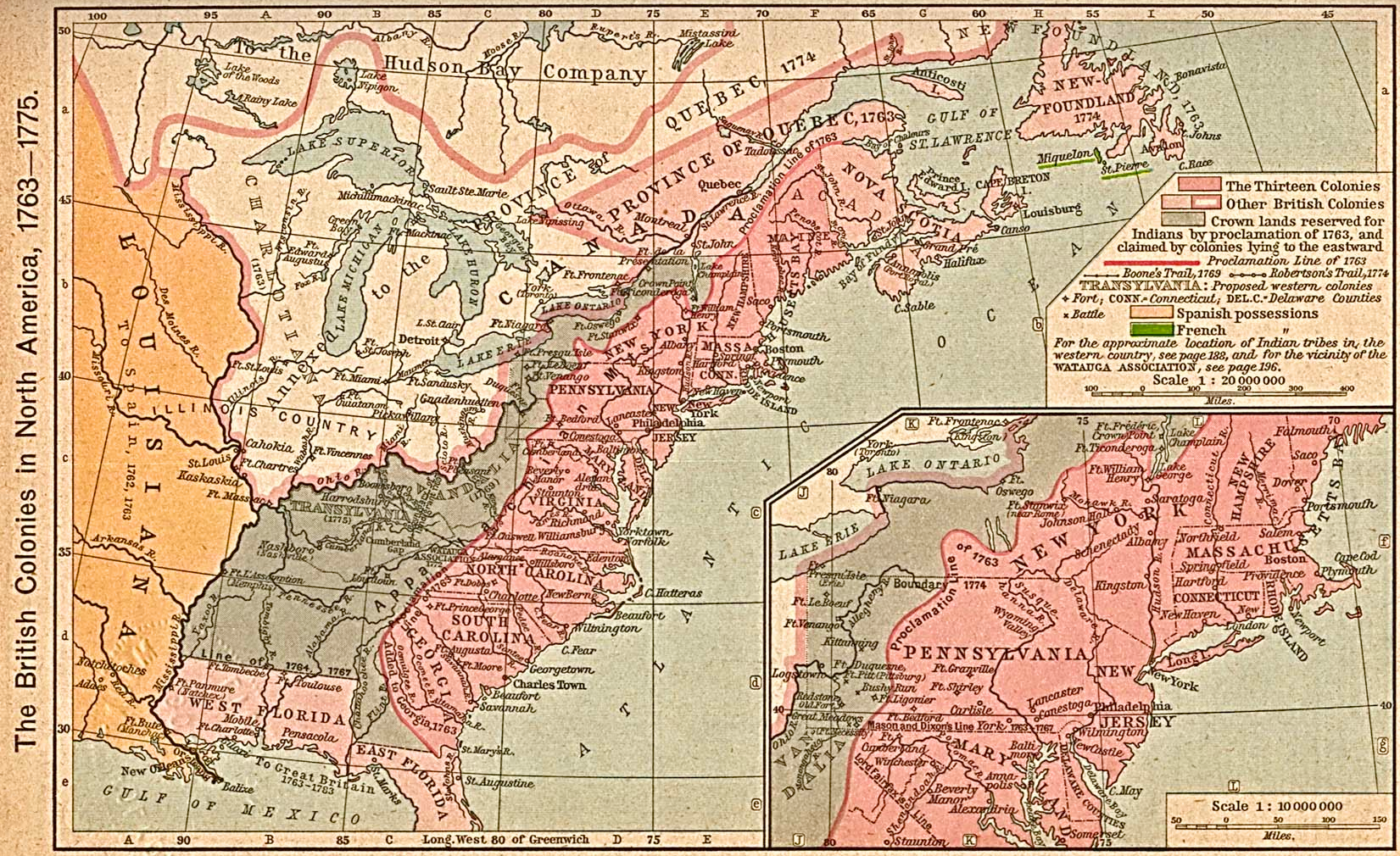
Северная Америка по условиям прокламации 1763 года.

Летом 1763 года, ещё до начала сессии парламента, кабинет Гренвилла начал разрабатывать административное устройство Северной Америки. Первоначально Эгремонт и Гренвилл хотели включить в состав колонии Квебек все земли между реками Огайо и Миссисипи (будущий Старый Северо-Запад). Это было решено 8 июля, но Совет по торговле, узнав об индейском Восстании Понтиака счёл более разумным выделить индейцам отдельную территорию. Когда 21 августа Эгремонт умер, Гренвилл остался единственным несогласным, и уступил. Галифакс (преемник Эгремонта) и Хиллсборо (председатель Совета по торговле) составили черновик прокламации, которая учреждала колонии Квебек, Восточная Флорида и Западная Флорида, и запрещала селиться между Миссисипи и Аппалачами.

## Состав кабинета

### Министры
- Первый лорд казначейства, Канцлер казначейства, Лидер палаты общин — Джордж Гренвилл (1763—1765)
- Государственный секретарь Южного департамента — Граф Эгремонт[англ.] (умер 21 августа 1763 ода)
  - Граф Галифакс[англ.] (1763—1765)
    - Генри Конвей (1765)
- Государственный секретарь Северного департамента — Граф Галифакс[англ.] (1763)
  - граф Сэндвич (1763—1765)
    - герцог Графтон (1765)
- Лорд-канцлер — Хенли, Роберт, 1-й граф Нортингтон[англ.] (1763—1765);
- Лорд-председатель Совета — вакантно после смерти графа Гренвилла 22 января 1763 года.
  - Герцог Бедфорд (1763—1765)
    - Граф Уинчелси[англ.] (1765)
- Лорд-хранитель Малой печати — герцог Мальборо
- Первый лорд Адмиралтейства — граф Сэндвич (1763)
  - лорд Эгмонт[англ.] (1763—1765)
- Генерал-фельдцейхмейстер — маркиз Грэнби
- Лорд-камергер — граф Гоуэр (1763—1765)

### Статьи
- Ian R. Christie. The Cabinet during the Grenville Administration, 1763-1765 (англ.) // The English Historical Review. — Oxford University Press, 1958. — Vol. 73, iss. 286. — P. 86—92.
- Dora Mae Clark. George Grenville as First Lord of the Treasury and Chancellor of the Exchequer, 1763-1765 (англ.) // Huntington Library Quarterly. — University of Pennsylvania Press, 1950. — Vol. 13, iss. 4. — P. 383—397.